# Quận Crook, Oregon
Quận Crook là một quận nằm trong tiểu bang Oregon. Năm 2000, dân số của quận là 19.182. Tên của quận là tên của George Crook, một sĩ quan Quân đội Hoa Kỳ phục vụ trong Nội chiến Hoa Kỳ và vô số các cuộc chiến với người bản thổ châu Mỹ. Quận lỵ của quận là Prineville.

## Địa lý
Quận nằm trong trung tâm địa lý của Oregon. Nó có tổng diện tích là 7.737 km² (2.987 mi²). Trong số đó có 7.717 km² (2.979 mi²) là đất và 21 km² (8 mi²) hay 0,27% là nước. Quận bị cắt giảm diện tích ban đầu là 8.600 dặm vuông để thành lập Quận Jefferson năm 1914 và Quận Deschutes năm 1916. Các ranh giới hiện tại là được thiết lập năm 1927.
Hình thể địa chất xưa nhất tại Oregon là ở gốc phía đông nam của Quận Crook gần ranh giới của nó với Quận Grant. Hình thể này là một lớp đá vôi Kỷ Devon được tạo nên từ một bờ vách san hô lớn khi phần lớn Oregon bị bao phủ bởi nước.

### Các quận giáp ranh
- Quận Deschutes - nam, tây
- Quận Jefferson - bắc
- Quận Wheeler - bắc
- Quận Grant - đông
- Quận Harney - đông nam

## Lịch sử
Ban đầu đi vào vùng đất này thì rất khó khăn khiến làm nản lòng việc định cư. Cố gắng đầu tiên để phát triển các con đường vào vùng này được thực hiện vào năm 1862 khi một xe lửa chở tiếp liệu cùng với bò vượt qua Đường mòn Scott. Đây cũng là nhóm người đầu tiên không phải là người bản thổ ở qua mùa đông trong Trung Oregon. Việc khám phá và phát triển Đèo Santiam trong thập niên 1860 đã cải tiến lối vào vùng này.
Quận Crook được thành lập từ phần phía nam của Quận Wasco ngày 24 tháng 10 năm 1882, và thiết lập thành phố Prineville như quận lỵ. Các cử tri đã xác nhận sự chọn lựa Prineville, thị trấn duy nhất được tổ chức trong quận, trong cuộc tổng tuyển cử năm 1884.

## Các cộng đồng

### Thành phố hợp nhất
- Prineville

### Các cộng đồng chưa hợp nhất
- Paulina
- Post
- Powell Butte